# Базартобе
Базартобе́ (каз. Базартөбе) — село у складі Акжаїцького району Західноказахстанської області Казахстану. Входить до складу Базартобинського сільського округу.
Населення — 885 осіб (2021; 1357 у 2009, 1696 у 1999, 1454 у 1989).
У період 1928-1930 років було центром Тайпацького району.